# Anomalocera opalus
Anomalocera opalus is een eenoogkreeftjessoort uit de familie van de Pontellidae. De wetenschappelijke naam van de soort is voor het eerst geldig gepubliceerd in 1976 door Pennell.